# Barnmusik
Barnmusik är musik som är gjord av eller anpassad för barn. Traditionellt har visor av olika slag riktats direkt mot barn, inklusive vaggvisor som syftat till att lugna barn och få dem att somna.
Barnvisor är en relaterad musikgenre, ofta utvecklat ur och relaterat till rim och ramsor.
Popmusik som blivit särskilt populär bland barn kan ibland kallas dagispop. Ordet, som även använt i förklenande sammanhang för mindre sofistikerad musik, myntades i svensk skrift i mitten av 1980-talet.

## I olika länder
Bland mer kända kompositörer av barnmusik i Nordeuropa finns Thorbjørn Egner i Norge och Alice Tegnér i Sverige. I Sverige har även Electric Banana Band, lanserad i samband med TV-serien Trazan & Banarne, och Mora Träsk blivit kända.
I Spanien har namn som Ángel Guimerá, Dàmaris Gelabert och gruppen Xiula bidragit till att förnya den lokala barnmusiktraditionen. Den tyskspråkiga låten "Schnappi, das Kleine Krokodil" blev strax efter millennieskiftet en oväntad internationell framgång.
Etablerade amerikanska musikern och sångerskan Carole King produducerade 1975 musiken till den animerade filmen efter Maurice Sendaks barnbok Really Rosie.